# Baie des Grands Galets
La baie des Grands Galets (en anglais : Grand Galets Bay) est une baie située sur l'île Quirpon au Nord-Est de l'île de Terre-Neuve.

## Géographie
La baie des Grands Galets s'ouvre sur la côte orientale de l'île Quirpon, au Nord-Est de Terre-Neuve, face à la mer du Labrador. Son nom lui fut attribué par les nombreux marins-pêcheurs français autrefois, car la grève est constituée essentiellement de galets.

## Histoire
Ce lieu fut habité autrefois par les Amérindiens de la Nation Beothuk. 
Les Marins-pêcheurs basques, bretons et normands arpentèrent cette région lors de leurs campagnes de pêches à la morue et aux baleines. 